# 平昌奧林匹克體育場
平昌奧林匹克體育場（韓語：평창 올림픽 스타디움）位於韓國江原道平昌郡，是作為2018年冬季奧林匹克運動會開閉幕典禮的臨時場館。
該體育場位於大關嶺面，在平昌奧林匹克廣場專用區，距離阿爾卑西亞度假村2公里。它將搭建一個五角型舞台，該體育場在奧運期間作為獎牌廣場，舉行頒獎儀式。奧林匹克體育場將設置在橫溪，佔地80000平方公尺，它是一個臨時性可以容納50000人的體育場，在殘奧會後將拆除。該體育場是2018年冬季奧運會主要體育場館中最後一個完工的，工程於2017年9月完工。
此外，體育場旁將有奧林匹克展覽館、傳統食物市集等景點。

## 歷史
2018年平昌申辦文件中，開閉幕典禮都預定於阿爾卑西亞跳台滑雪場舉行。和1994年冬季奧林匹克運動會的規劃類似。2012年7月，POCOG宣布場地規劃作更動，開閉幕典禮移至橫溪舉行。這個改變主要是因為避免在跳台滑雪練習和開閉幕典禮準備工作之間互相干擾。